# Eğirdir (district)
Eğirdir is een Turks district in de provincie Isparta en telt 39.064 inwoners (2007). Het district heeft een oppervlakte van 1519,6 km². Hoofdplaats is Eğirdir.
De bevolkingsontwikkeling van het district is weergegeven in onderstaande tabel.
| 1997   | 2000   | 2007   |
| ------ | ------ | ------ |
| 39.946 | 40.996 | 39.064 |